# Antebellum (película)
Antebellum es una película estadounidense de terror escrita y dirigida por Gerard Bush y Christopher Renz. Es protagonizada por Janelle Monáe, Eric Lange, Jena Malone, Jack Huston, Kiersey Clemons y Gabourey Sidibe.

## Reparto
- Janelle Monáe como Veronica.
- Eric Lange
- Jena Malone
- Jack Huston
- Kiersey Clemons
- Tongayi Chirisa
- Gabourey Sidibe
- Robert Aramayo
- Lily Cowles
- Marque Richardson como Nick.

## Producción
En marzo de 2019 se anunció que Janelle Monáe se uniría al reparto del film, con Gerard Bush y Christopher Renz como directores a partir de un guion escrito por ellos mismos. Ray Mansfield y Sean McKittrick son productores de la cinta a través de su productora QC Entertainment, mientras que Lionsgate la distribuirá. En abril de 2019 Eric Lange, Jena Malone, Jack Huston, Kiersey Clemons, Tongayi Chirisa, Gabourey Sidibe, Robert Aramayo y Lily Cowles se unieron al casting de la película. En mayo del mismo año Marque Richardson fue incluido al reparto principal.

### Rodaje
La fotografía principal comenzó en mayo de 2019.

## Estreno
Tenía previsto estrenarse en Estados Unidos el 24 de abril de 2020, pero fue pospuesta hasta una fecha desconocida. Una de las probables causas del retraso sería por la pandemia de la enfermedad del coronavirus 2019-20, que provocó el cierre de todos los cines del mundo.